# 日本作编曲家协会
一般社团法人日本作编曲家协会（日语：日本作編曲家協会，简称JCAA）是由日本流行音乐作曲家和编曲家组成的行业协会。现任会长为服部克久。
每年都会举办“JCAA编曲家峰会（JCAAアレンジャーズサミット）”。

## 历史
- 1970年，日本编曲家协会（日本アレンジャー協会）成立。
- 1977年，日本娱乐表演者团体协会（日语：日本芸能実演家団体協議会）加入，改名为日本编曲家和表演者协会（日本アレンジャーズ＆パフォーマーズ協会）[2]。
- 1986年，与其他13个音乐行业协会共同参与了日本音乐作家团体协会（日语：日本音楽作家団体協議会）的成立[3]。
- 1989年，举办了首次音乐会[2]。
- 1993年，改为现名[2]。
- 1995年，发表了关于编曲著作权的声明。